# Arsèguel
Arsèguel är en kommun i Spanien.   Den ligger i provinsen Província de Lleida och regionen Katalonien, i den nordöstra delen av landet, 500 km öster om huvudstaden Madrid. Arean är 10,6 kvadratkilometer. Arsèguel gränsar till Alàs i Cerc, El Pont de Bar, Cava, Estamariu och Les Valls de Valira. 
Terrängen i Arsèguel är huvudsakligen kuperad, men åt nordväst är den bergig.